# Gottfried Mann
Johann Gottfried (eig. Godfried) Hendrik Mann (Den Haag, 15 juli 1858 – Rosmalen, 10 februari 1904) was een Nederlandse componist, dirigent en pianist. Hij is na zijn dood grotendeels in vergetelheid geraakt.

## Vorming
Als kind vertoonde Mann al aanleg voor muziek. Zijn ouders schakelden, nadat hij de eerste beginselen van het pianospel van zijn moeder Geertruida Hieronima van Convent ten Oever (1827-1899) kreeg, Emile Wagner (1825-1889) in om hem op de piano en in de muziektheorie les te geven. Wagner, zelf een niet onverdienstelijke componist, gaf de jonge Gottfried ook compositieleer. De trotse vader wijnhandelaar Johann Herman Mann (1827-1911) stuurde van zijn nog maar 13-jarige zoon stiekem een aantal composities naar zijn neef, de Duitse dichter Friedrich Emil Rittershaus (1834-1897), die ze vervolgens doorspeelde naar de Duitse componisten Max Bruch, Carl Reinecke en Ferdinand von Hiller. In 1872 schreef Bruch in een brief aan mevrouw Rittershaus: Es hat mich sehr gefreut, die Sonate Ihres jungen holländischen Freundes kennen zu lernen. Nach meiner Ansicht spricht sich ein entschiedenes Talent darin aus, und man darf hoffen, dass der noch so jugendliche Autor bei fortgesetztem Fleiß und unter verständiger Leitung später noch manches Gute leisten wird. Ondanks het feit dat er een paar maal sprake van is geweest dat Gottfried Mann bij Max Bruch in Bonn in de leer zou gaan, is het er niet van gekomen. In hetzelfde jaar kwam de componist en dirigent van het Gewandhausorchester in Leipzig, Carl Reinecke, op bezoek bij de familie Mann. Hij wilde kennismaken met het talent dat hij zag in de jonge componist. In 1874 werd hij door zijn ouders ingeschreven aan de Koninklijke Muziekschool, het latere Koninklijke Conservatorium, in Den Haag. De directeur Willem Nicolaï verzorgde de theorie- en compositielessen, terwijl Gottfried nog een jaar les kreeg van Wagner. Na het eerste jaar stapte hij voor de pianolessen over naar Carel Wirtz. In 1878 dirigeerde hij zijn eigen werk Ouverture Jan Woutersz ter afsluiting van zijn studie. Orkestdirectie studeerde Mann weliswaar niet, maar in de 19e eeuw was het niet ongebruikelijk dat componisten hun eigen werken dirigeerden. Orkestervaring deed hij op als altviolist in het orkest van het Théâtre Royal Français de La Haye in Den Haag. Toen Mann in 1878 de Koninklijke Muziekschool verliet adviseerde directeur Nicolaï hem om niet naar een ander Conservatorium te gaan, maar een reis naar het buitenland te maken. Zijn reis begon in Duitsland en in het najaar van 1879 vertrok Mann naar Parijs.
Hoewel zijn muziek sterk onder invloed van de grote Duitse componisten bleef staan, raakte hij toch gefascineerd door de moderne Franse school. In Parijs leerde hij onder andere Camille Saint-Saëns, Léo Delibes en Jules Massenet kennen. Alle drie collega's waren van ongeveer dezelfde leeftijd en een generatie ouder dan Mann.

## Loopbaan
In 1882 werd Mann benoemd tot dirigent van het pas opgerichte Amsterdamse orkest de Vereenigde Toonkunstenaren. Na de ontbinding van dit orkest in 1883, maakte Mann de overstap naar de net nieuw gebouwde Parkschouwburg. Deze schouwburg kreeg een nieuw orkest, het Nieuwe Parkorkest, dat naast Gottfried Mann onder leiding kwam te staan van Willem Kes. In 1884, nadat Kes met ruzie met de directie was vertrokken, componeerde Mann zijn balletsuite De droom van den Klokkenluider die meer dan 70 opvoeringen beleefde voor volle zalen. In slechts vier weken tijd had hij de muziek voor dit ballet geschreven. In december 1884 ging zijn juist voltooide Symfonie in d kleine terts opus 87, die hij aan Jules Massenet had opgedragen, in première. De Maatschappij tot Bevordering der Toonkunst bekroonde de symfonie met een erepremie van vijf dukaten. In de zomer van 1885 componeerde Mann zijn klarinetconcert dat hij aan de beroemde Nederlandse klarinettist Christiaan Pieter Willem Kriens opdroeg. In november ging het concert waarschijnlijk al in première, want het Leidsch Dagblad meldt dat de heer Graff in Leipzig zijn klarinetconcert zal uitvoeren. Of het concert toen ook al in druk is verschenen is niet bekend. Mogelijk werden de partijen eerst met de hand uitgeschreven, die dan later werden gebruikt om de druk ervan te maken. Op hetzelfde concert zou ook zijn symfonie worden uitgevoerd.
De Parkschouwburg was in het voorjaar failliet gegaan, en Mann was weer naar zijn geboortestad Den Haag teruggekeerd. Tot ieders verbazing solliciteerde Mann op de vacature van kapelmeester van het Stafmuziekkorps van het 4e Regiment Infanterie en na een vergelijkend examen werd hij uit een twintigtal kandidaten gekozen. Zijn naaste omgeving vreesde echter dat hij met deze benoeming zijn talenten te grabbel zou gooien. Onder hen was de dirigent Willem Stumpff die zijn eerste composities in Amsterdam in première had gebracht. Stumpff schreef hem dat hij als belangstellende in zijn talent hem moest afraden bij een militair corps te gaan, tenzij dat de Grenadiers of het Schutterijcorps te Rotterdam ware. In den regel zijn die corpsen zóó min dat ik het voor uwe gaven bejammeren zou, indien gij daaronder te loor gingt.
In 1887 benaderde het Bestuur van Sempre Crescendo, het studentenorkest van de Universiteit van Leiden, Gottfried Mann, om het orkest weer uit het slop te halen. Mann ging deze uitdaging aan, en binnen heel korte tijd wist hij de harten van de musici te winnen. Het orkest maakte daarna een ongekende bloei door. Hij kende vele goede musici en haalde beroemde collega's naar Leiden om als solist met het orkest op te komen treden. Een van de hoogtepunten is 1897 geweest waar het orkest het vijfde pianoconcert van Beethoven uitvoerde met Willem Mengelberg als solist. Voor het Stafmuziekkorps van het 4e Regiment schreef Gottfried tientallen werken. Naast de gebruikelijke marsen en arrangementen componeerde hij vele operafantasieën. Hij had ook grote naam gemaakt met deze fantasieën, want de encyclopedieën waar zijn naam nog in voorkomt roemen hem juist om dit genre. Na zijn ontslag als kapelmeester gaf hij toestemming om kopieën te maken van zijn composities. Een aantal van zijn operafantasieën zijn bewaard gebleven maar worden, in verband met de veranderde tijdgeest, helaas niet meer uitgevoerd. Ook als dirigent van het strijkorkest maakte hij grote naam.
In de zomer van 1893 nam hij zijn ontslag als kapelmeester van het 4e Regiment nadat hij in datzelfde voorjaar een eigen muziekschool, zijn “Muziek Instituut”, in Leiden had opgericht. De leerlingen konden onderwijs krijgen in viool, cello, piano en theorie. Kort na de opening telde zijn instituut al 50 leerlingen. In deze periode begon Mann zich als pianist ook steeds meer toe te leggen op het begeleiden van bekende musici. Van onder andere Catharina van Rennes, Christiaan Timmner de concertmeester van het Concertgebouworkest, en Jos Orelio de bariton van de Nederlandsche Opera, was hij de begeleider.
In het voorjaar van 1894 werd Gottfried Mann door het bestuur van het Concertgebouw geëngageerd tot het dirigeren van de concerten in de open lucht en de zogenaamde “populaire concerten” te Amsterdam gedurende de maanden mei tot september. Bovendien zou hij alle concerten dirigeren tijdens het jaarlijks verlof van Willem Kes, in juli en augustus. Op 24 juni dirigeert hij onder andere zijn eigen klarinetconcert met Anton Blitz als solist.
In het voorjaar van 1896 volgde Mann Simon J.H. de la Fuente op als tweede dirigent van de Nederlandsche Opera in Amsterdam. Opvallend is dat Mann slechts opera's van Franse componisten dirigeerde. Van de ruim twintig producties die de Nederlandsche Opera in het seizoen 1896-1897 op de planken zette, nam hij er slechts vijf voor zijn rekening. 
In het seizoen van 1896/1897 was Mann tevens dirigent bij de Koninklijke Vereeniging Het Nederlandsch Toneel. Hier leerde hij de, uit het nog immer bekende toneelgeslacht, actrice Theo Bouwmeester kennen. Het gezelschap voerde het toneelstuk Koning Oedipus van Sophocles op, met begeleiding van een groot orkest dat onder leiding van Mann stond. In het najaar van 1898 vroeg Gottfried haar ten huwelijk, maar in verband met haar 25-jarig jubileum in Amsterdam voltrok het huwelijk zich pas op 1 juni 1899. Theo Bouwmeester zou tot haar dood de naam Mann blijven gebruiken. 
Na één seizoen bij Cornelis van der Linden hield Mann het voor gezien en maakte de overstap naar de nieuw opgerichte Sociétaire Noord- en Zuid-Nederlandsche Opera-Vereeniging van Johannes George de Groot, vermoedelijk vanwege een positieverbetering van tweede naar eerste dirigent. Of ook andere redenen hier aan ten grondslag lagen blijft wat vaag, want in het voorjaar van 1897 was er ook sprake van dat Mann naar Groningen zou overgaan om J.H. Bekker op te volgen bij de Groningse Harmonie. Na veel wikken en wegen zag hij van een betrekking in Groningen af en bleef hij vooralsnog in Amsterdam. Hij verkaste van de Amsterdamse Stadsschouwburg naar de Parkschouwburg. Geen onbekende plek, want in 1883/84 was hij hier tenslotte al dirigent van het Parkorkest geweest. Ook bij De Groot dirigeerde Mann, op een enkele uitzondering na, alleen Franse opera's. Opvallend is dat een aantal van deze opera's die hij bij de Nederlandsche Opera had gedirigeerd, nu weer terug op het programma kwamen. De onderneming was echter geen lang leven beschoren, het doek viel al na een paar maanden. In november 1897 moest Georges de Groot zijn ambities opgeven en de deuren sluiten.
In het voorjaar van 1897 maakte Mann met Jos Orelio een tournee door het land met uitsluitend Nederlandse liederen. Niet minder dan 27 werken van Nederlandse componisten stonden er op het programma. De ster van Mann als componist begon ondertussen ook steeds meer te rijzen. Ter gelegenheid van de inhuldiging van Koningin Wilhelmina der Nederlanden componeerde hij een Kroningsmarsch, die uit de vele inzendingen als beste werd uitgekozen. Niet alleen alle muziekverenigingen en militaire kapellen hebben deze mars op hun repertoire gezet, ook op het nationaal feestconcert op 31 augustus 1898 werd het door het Concertgebouworkest onder Willem Mengelberg tot klinken gebracht. Ook het Berlijns Philharmonisch Orkest onder leiding van Josef Řebicĕk voerde het op dezelfde avond uit in Scheveningen. Mann componeerde naast zijn klarinetconcert uit 1885 ook nog een concertstuk voor klarinet met orkest (op. 109) en op verzoek van de aan het conservatorium van Gent werkzame Nederlandse professor en vioolvirtuoos Johan Smit, componeerde hij een concert voor viool en orkest. Dit concert, zijn opus 101, is echter niet aan Smit opgedragen, maar aan de eerste violist van het Böhmische Streichquartett, Karel Hoffmann (1872-1936). In november 1900 gaven Mann en Hoffmann een aantal recitals in Amsterdam en Den Haag. Hoffmann aanvaardde de opdracht, en zijn oordeel over het vioolconcert was eenvoudig: “herrliche Musik”. Het is echter onwaarschijnlijk dat Hoffmann het concert met orkest ooit heeft uitgevoerd. De partituur is in februari 1901 geïnstrumenteerd, en er is voor zover bekend geen uitvoeringsmateriaal van dit concert overgeleverd. Theo Mann-Bouwmeester schrijft in haar biografie "Mijn leven" dat haar echtgenoot het vioolconcert voor Martin Wolters geschreven heeft, maar op dit punt lijkt zij zich dus te vergissen. Overigens is Eduard Reeser een stuk minder enthousiast over het vioolconcert. Uit latere tijd dateert zijn vioolconcert op. 101, waarin tussen veel goedkoops en oppervlakkigs - een reeks chromatisch dalende verminderde-septime akkoorden, vier maten achtereen, klonk bij Liszt al afgezaagd! - momenten voorkomen, die zonder twijfel een zekere bekoring kunnen uitoefenen. Reeser bespreekt hier het klavieruittreksel, waarbij niet uit het oog mag worden verloren dat hij het schreef ongeveer vijftig jaar na ontstaan van de compositie. Wegens een sterk veranderde tijdsgeest ten aanzien van muziek, zeker als het gaat om de kijk op Nederlandse componisten, moeten wij zijn kritische blik met enige reserve opvatten. In dat licht moeten we misschien ook de kritische kanttekeningen van Sem Dresden zien, die schrijft over Mann: een neiging […] naar den Franschen stijl was iets ongewoons en hetgeen bij lateren, toen de muziek in Frankrijk zich meer en meer ging ontwikkelen juist nieuw en frisch bloed heeft kunnen geven, was bij hem van geen beteekenis. Zijn liederen zijn, men heeft het vaak gezegd, niets anders dan nabootsingen van Massenet.

## Laatste jaren
Van dirigeren kwam het de laatste jaren van zijn leven niet veel meer. Hier en daar deed hij nog wel losse gastdirecties maar een vaste betrekking bij een orkest zat er niet in. Of hij daar nog actief mee bezig is geweest blijft vooralsnog gissen. Hij dirigeerde nog wel de concerten van Sempre Crescendo en was betrokken bij Maatschappij de Toekomst, maar het begeleiden van musici van achter de piano en het componeren ging steeds meer tijd in beslag nemen. Zo werkte hij jarenlang aan zijn opera Malaenis. Op verschillende momenten wordt de opera aangekondigd, regelmatig valt te lezen dat het werk bijna af is. Maar helaas zijn behalve het voorspel en vrouwenkoor geen andere delen tot een opvoering gekomen. Al deze werkzaamheden zorgden ervoor dat Mann langzamerhand overwerkt begon te raken. Het sloopte zijn zenuwen. In de zomer van 1901 had het echtpaar de gebruikelijke vakantiereis door een aantal Europese landen moeten uitstellen. Mevrouw Mann zag dat haar altijd zo zachtmoedige echtgenoot steeds prikkelbaarder en nerveuzer werd. Ze besloten om naar Scheveningen te gaan. Maar na een aantal weken werd de toestand niet beter en schakelde ze haar broer, de eveneens zeer bekende toneelspeler Louis Bouwmeester in, om eens naar haar echtgenoot te kijken. Hij zag de ernst van de situatie in, en samen met een zenuwarts vertrokken de drie mannen op 2 juli 1901 naar het Gesticht Coudewater in Rosmalen. Zijn eerste verblijf zou drie maanden duren. Na zijn ontslag op 29 september gaat hij aansterken bij zijn vader in Den Haag. Het lijkt er op dat hij ook de maanden na zijn ontslag flink heeft doorgewerkt, want hij heeft zijn opera weer ter hand genomen. Mann zou in een afrondende fase zijn zodat de Nederlandsche Opera nog een uitvoering in hetzelfde seizoen zou kunnen geven. Tijdens het concert ter gelegenheid van het 70-jarig bestaan van Sempre Crescendo op 3 december 1901 wilde Mann zijn Ouverture Freia en het Vioolconcert programmeren. Als solist in het concert stond Bram Eldering gepland. Beide werken kwamen echter niet op het programma. Wel voerde het orkest een nieuwe compositie van zijn dirigent uit, de Canzone op. 118 voor viool en orkest, een compositie uit 1900.
Op 10, 11 en 12 januari 1902 was het Driedaagsch Nederlands Muziekfeest in het Concertgebouw, georganiseerd door de Toonkunst afdeling Amsterdam. Op dit muziekfeest werden uitsluitend werken uitgevoerd van Nederlandse componisten. Tijdens het derde concert, als laatste werk voor de pauze, kwam het Voorspel en Chœur de Jeunes Filles uit de opera Melaenis van Mann op de lessenaar. Willem Mengelberg leidde de concerten van dit muziekfeest.
Anderhalf jaar later gaat het blijkbaar weer zo slecht met hem dat hij op 24 november van hetzelfde jaar opnieuw moet worden opgenomen. Op 10 februari 1904 overlijdt Gottfried Mann in het Gesticht Coudewater. Op 13 februari is de uitvaart op Oud Eik en Duinen in Den Haag, opgewacht door vele belangstellenden. Een deel van het muziekkorps van het 4e Regiment uit Leiden, waaronder kapelmeester Van Erp en onderkapelmeester Oostelaar. Ook de voorganger van Mann bij het 4e Regiment, de oud-kapelmeester Grentzius was hierbij aanwezig. Bestuur en ereleden van Sempre Crescendo, Arnold Spoel en mr. Verbroek als vertegenwoordigers van de zangvereniging Melorophia waar Mann jarenlang dirigent van is geweest. In het eerste rijtuig zaten mevrouw Mann-Bouwmeester en de oude vader van Gottfried. Luitenant-directeur Nicolaas Arie Bouwman van de Koninklijke Militaire Kapel, D. M. H. Bolten, kapelmeester van de Dienstdoende Schutterij van Den Haag die waarschijnlijk solist was bij de eerste uitvoering van Manns Romance Harmonie du Soir voor Cornet à Piston met harmonieorkest. Bolten was tevens secretaris van Maatschappij “De Toekomst”. Arnold Spoel herdacht Mann als groot kunstenaar, die de nationale muziekliteratuur met voortreffelijke muziek heeft verrijkt. Een dag na de uitvaart is er een herdenkingsconcert in Amsterdam onder leiding van Martin Wolters, waar niet alleen Mann wordt herdacht maar ook Richard Wagner. Bovendien staat de Marcia funèbre uit de derde symfonie van Ludwig van Beethoven op het programma. Van Mann worden uitgevoerd zijn Romance voor viool en orkest met Martin Wolters als solist. Het concert wordt geopend met de Ouverture Freia, en als een-na-laatste werk van het concert wordt de Troisième Suite d'Orchestre uitgevoerd. Het herdenkingsconcert wordt afgesloten met de Ouverture Tannhäuser van Richard Wagner.
Gottfried Mann wordt door Wouter Hutschenruyter gezien als de dirigent die de Volksconcerten heeft uitgevonden in Amsterdam, dus nog ruim voor de tijd dat Mengelberg zijn populaire Volksconcerten dirigeerde. In zijn boek Consonanten Dissonanten schrijft Hutschenruyter dat toen hij een keer in Amsterdam was hij naar een Volksconcert in het Circusgebouw – achter het Rijksmuseum – is gegaan, waar laagdrempelige concerten werden gegeven door een ad-hocorkest onder leiding van Gottfried Mann. De toegangsprijs tot deze concerten was zeer laag; de programma's bevatten een, in eenvoudige begrijpelijke taal gestelde verklaring van alle uit te voeren nummers, aldus Hutschenruyter. Het ad-hocorkest overigens was de Amsterdamsche Orkestvereeniging die Mann eerder van zijn collega J. A. Kwast had overgenomen. Gedurende het winterseizoen werden er elf concerten gegeven in de “Arena” die werden bezocht door 25116 luisteraars. Er werden in totaal 16542 programma's à 1 cent per stuk verkocht. De toegangsprijs tot deze concerten bedroeg 10 cent. 't Is klassieke muziek, zoowel van de oudere als de nieuwere meesters, die door het goede orkest der Amsterdamsche Orkest-Vereeniging, thans onder leiding van Gottfried Mann, wordt ten gehoore gebracht. […] Verheffend is de aanblik op die dicht gevulde, opgaande rijen van het groote ronde gebouw. […] Er zijn […] houders van bierhuizen en kroegen, die er over klagen, dat hun buurt leegloopt, als die ellendige dubbeltjes-concerten worden gegeven. De gemiddeld 2500 bezoekers per concert kwamen grotendeels uit de arbeidersklasse. De concerten werden bijgewoond onder grote stilte en met ernstige aandacht. Het hinderlijke roken tijdens het eerste concert werd op verzoek van de organisatie gestaakt. Ook het meenemen van zuigelingen, die soms de stilte verbraken, werd verboden. Kapelmeester Grentzius van het 4e Regiment Infanterie organiseerde overigens al Volksconcerten in zijn tijd bij de Stafmuziek in Leiden. Hoewel Mann ook met het symfonieorkest van de Stafmuziek volksconcerten in Leiden organiseerde was het dus niet echt zijn uitvinding, ondanks het feit dat Mann van Hutschenruyter alle eer krijgt.

## Vergeten
Slechts 45 jaar oud werd Gottfried Mann, waarvan hij de laatste drie voor langere tijd was opgenomen in het Gesticht Coudewater, bij Rosmalen. Op 14 februari 1904 werd er onder leiding van de dirigent Martin Wolters door het voormalige orkest van opera in Artis tijdens een matinee ter nagedachtenis onder andere zijn Troisième Suite d'Orchestre op. 98 uitgevoerd. Een schamele troost voor een componist met een oeuvre van meer dan 100 werken. In 1942 voerde de klarinettist Jaap van Opstal bij het Residentie Orkest nog eens zijn concert uit, maar verder is Mann totaal in de vergetelheid geraakt.

## Huwelijken
Gottfried Mann is twee keer getrouwd. Op 31 oktober 1883 is hij in Den Haag in het huwelijk getreden met de uit Zwitserland afkomstige bankiersdochter Henriette Stucky (Sion, 1 februari 1863 – Den Haag, 31 maart 1906). Dit huwelijk werd bij vonnis van 7 oktober 1897 door de arrondissementsrechtbank te Amsterdam ontbonden. Op 1 juni 1899 is hij in Amsterdam hertrouwd met de actrice Theo Bouwmeester (1850-1939). Beide huwelijken bleven kinderloos.

## Oeuvre
| opus    | titel | jaar      |
| ------- | --- | --------- |
| 1       | Sonate Nr. 1, in D gr.t. voor piano                                                                                   | 1870      |
| 2       | Sonate Nr. 2, in Bes gr.t. voor piano                                                                                 | 1871      |
| 3       | Sonate Nr. 3, in As gr.t. voor piano                                                                                  | 1871      |
| 4       | Sonate Nr. 4, in F gr.t. voor piano                                                                                   | 1872      |
| 5       | Ouverture in d kl.t., voor klein orkest                                                                               | 1872      |
| 6       | Zeven Liederen, voor zang en piano (Lente, Zomer, Herfst, Winter, Morgen, Middag, Avond)                              | 1872      |
| 7       | Sonate Nr. 5, in c kl.t. voor piano                                                                                   | 1872      |
| 8       | Trio Nr. 1, C gr.t. voor piano, viool, cello                                                                          | 1873      |
| 9       | Sonate Nr. 6, in Bes gr.t. voor piano                                                                                 | 1873      |
| 10      | Sonate Nr. 7, in Es gr.t. voor piano                                                                                  | 1873      |
| 11      | Tien kleine Pièces, voor piano                                                                                        | 1873      |
| 12      | Der Fischer, lied van Goethe, voor zang en piano                                                                      | 1873      |
| 13      | Trio Nr. 2, in As gl.t., voor piano, viool, cello                                                                     | 1873      |
| 14      | 2 Lieder, von E. Rittershaus, voor zang en piano                                                                      | 1873      |
| 15      | Trio Nr. 3 (Fantaisie), in c kl.t., voor piano, viool, cello                                                          | 1873      |
| 16      | Trio Nr. 4, in F gr.t., voor piano, viool, cello                                                                      | 1874      |
| 17      | Variatiën, as gr.t., voor piano                                                                                       | 1874      |
| 18      | Lente, lied voor zang en piano                                                                                        | 1874      |
| 19      | Sonate Nr. 8, in g kl.t., voor piano                                                                                  | 1874      |
| 20      | Rondo, in F gr.t., voor piano en viool                                                                                | 1874      |
| 21      | Am Geburtstage, 8 Skizzen voor piano                                                                                  | 1874      |
| 22      | Sonate Nr. 9, in Es gr.t., voor piano                                                                                 | 1874      |
| 23      | Strijkkwartet Nr. 1, in f kl.t., voor 2 violen, altviool, cello                                                       | 1874      |
| 24      | Ouverture Nr. 1, in As gr.t., voor orkest                                                                             | 1874      |
| 25      | Phantasie mit einem Thema von J. Brahms, voor piano                                                                   | 1874      |
| 26      | Quartet Nr. 1, in Es gr.t., voor piano, viool, altviool, cello                                                        | 1875      |
| 27      | Ouverture Nr. 2, in C gr.t., voor orkest                                                                              | 1875      |
| 28      | 6 Lieder, von E. Rittershaus, voor zang en piano                                                                      | 1875      |
| 29      | Adagio en Allegro, in F gr.t., voor piano met begeleiding van strijkinstrumenten                                      | 1875      |
| 30      | Stücke, aus R. Schumann's Jugend-Album, gearrangeerd voor orkest                                                      | 1875      |
| 31      | Sonate Nr. 10, in Es gr.t., voor piano                                                                                | 1875      |
| 32      | Quartet Nr. 2, in c kl.t., voor piano, viool, altviool, cello                                                         | 1875      |
| 33      | Romance, in G gr.t., voor hobo-solo en piano                                                                          | 1875      |
| 34      | Ave Maria, in c kl.t., voor zang en piano                                                                             | 1875      |
| 35      | Ouverture Nr. 3, in d kl.t., voor groot orkest                                                                        | 1875-76   |
| 36      | Bloemengave, lied voor zang en piano                                                                                  | 1876      |
| 37      | Fantaisie, in F gr.t., voor viool-solo, met begeleiding van piano met of zonder kwartet                               | 1876      |
| 38      | Vier Fantaisiestukken, voor piano                                                                                     | 1876      |
| 39      | Quintet, in Es gr.t., voor piano, hobo, klarinet, fagot, hoorn                                                        | 1876      |
| 40      | |           |
| 41      | Sonate Nr. 1, in g kl.t., voor viool en piano                                                                         | 1876      |
| 42      | Andante, in Bes gr.t. voor viool en piano                                                                             | 1877      |
| 43      | Sérénade (Trio Nr. 5), in Bes kl.t., voor piano, viool, cello                                                         | 1877      |
| 44      | Zes Karakterstukken, voor piano                                                                                       | 1877      |
| 45      | Motet, Es gr.t., voor 4-stemmig koor                                                                                  | 1877      |
| 46      | De Koningin der Trouw, ballade van W.J. Hofdijk voor solostemmen, gemengd koor en groot orkest                        | 1877      |
|         | Hetzelfde werk. klavieruittreksel met zang                                                                            | 1877      |
| 47 a    | Lente, 8 kleine klavierstukken                                                                                        | 1877      |
| b       | Ga niet alleen, voor zang, piano en obligaat viool                                                                    | 1877      |
| 48      | Herinnering, 5 fantaisiestukken voor viool en piano                                                                   | 1877      |
| 49      | Strijkkwartet Nr. 2, in D gr.t., voor 2 violen, altviool, cello                                                       | 1877      |
| 50      | |           |
| 51      | Dubbel-Quintet, in c kl.t., voor fluit, hobo, klarinet, fagot, hoorn, 2 violen, altviool, cello, contrabas            | 1877      |
| 52 a    | Drie Impromptus, voor altviool (cello) en piano                                                                       | 1877      |
| b       | Andante et Polonaise de Concert, voor piano                                                                           | 1877      |
| c       | Chant d'Amour, romance voor piano                                                                                     | 1877      |
| 53      | Sextet, in G gr.t., voor 2 violen, 2 altviolen, 2 cello's                                                             | 1878      |
|         | Hetzelfde werk, klavierarrangement voor 4 handen                                                                      | 1878      |
| 53 bis  | Albumblad, Sérénade voor piano                                                                                        | 1878      |
| 54      | Mijn Lente, 20 liederen van C. Honigh, voor zang en piano                                                             | 1878-79   |
| 55      | Andante, in E gr.t., voor piano en cello (viool)                                                                      | 1878      |
| 56      | Quartet Nr. 3, in G gr.t., voor piano, viool, altviool, cello; bewerkt naar het sextet', op. 53                       | 1878      |
| 57      | Ouverture, over het drama Jan Woutersz, voor groot orkest                                                             | 1878      |
|         | Hetzelfde werk, klavierarrangement voor 4 handen                                                                      | 1878      |
| 58      | |           |
| 59      | Kwartet Nr. 3, in Bes gr.t., voor 2 violen, altviool, cello                                                           | 1879      |
| 60      | Scènes d'Amour, (Trio Nr. 6), in F gr.t., voor piano, viool, cello                                                    | 1879      |
| 61 a    | Romance, voor piano 4 handen                                                                                          | 1879      |
| b       | Fugue, sur un Thème de Mmme. l'Archiduc                                                                               | 1879      |
| c       | Morceau de Fantaisie, pour piano                                                                                      | 1879      |
| d       | Het bruidskleed, declamatorium met piano                                                                              | 1879      |
| 62 a    | Fleurette, cantilène voor piano en viool                                                                              | 1879      |
| b       | Marche Funèbre, voor piano 4 handen                                                                                   | 1879      |
| c       | 2 Fugas, voor piano                                                                                                   | 1879      |
| 63      | Scènes de Genre, Suite d'orchestre                                                                                    | 1879-80   |
|         | Hetzelfde werk, klavierarrangement voor 4 handen                                                                      | 1879      |
| 64      | Adagio, voor viool en orkest                                                                                          | 1880      |
| 65      | Frühlings Träumereien, Walzer voor piano 4 handen                                                                     | 1880      |
| 66      | Lentepoëzie, 8 kleine klavierstukken                                                                                  | 1880      |
| 67 a    | La Feuille flétrie, mélodie pour chant et piano                                                                       | 1880      |
| b       | Le retour, pour chant et piano                                                                                        | 1880      |
| c       | Warnung, Lied für Singstimme und Klavier                                                                              | 1880      |
| d       | Ce que je suis sans toi, mélodie pour chant et piano                                                                  | 1880      |
| e       | Wonne der Liebe, Lied für Singstimme und Klavier                                                                      | 1880      |
| 68      | Quintet, in c kl.t., voor piano, 2 violen, altviool, cello [á mon ami F.M.G. Stücky]                                  | 1880      |
| 69      | Henriette, Fantaisie voor piano, viool, altviool, cello                                                               | 1880      |
| 70      | Elisiana, Suite de Ballet pour Orchestre                                                                              | 1880      |
|         | Hetzelfde werk, klavierarrangement voor piano 4 handen                                                                | 1880      |
| 71      | Freia, ouverture voor groot orkest                                                                                    | 1881      |
|         | Hetzelfde werk, klavierarrangement voor piano 4 handen                                                                | 1881      |
| 72      | Sonate Nr. 2, in c kl.t., voor viool en piano                                                                         | 1881      |
| 73      | La Chasse de Diane, Poème Symphonique d'après le tableau de H. Makart, voor groot orkest                              | 1881      |
|         | Hetzelfde werk, klavierarrangement voor 4 handen                                                                      | 1881      |
| 74      | 2 Lieder, von E. Rittershaus, voor zang en piano                                                                      | 1881      |
| 76      | Andante, in D gr.t., voor viool en orkest of piano                                                                    | 1881      |
|         | Vier Lieder, Componirt für mittlere Stimme [und Klavier]                                                              | 1881      |
|         | Meine Lente, in C gr.t., [4] liederen voor zangstem en piano. gedichten C. Honigh                                     | 1881      |
|         | Arioso, in F gr.t., voor viool met piano                                                                              | 1882      |
| 77 Nr.1 | Serenade, in d kl.t., Duet voor vrouwenstemmen [en piano]                                                             | 1882      |
| 77 Nr.3 | Poème d'Amour, in Es gr.t., Ouvre tes yeux bleus, mélodie pour soprano avec accompagnement de piano                   | 1882      |
| 79      | Sarabande et air de ballet, voor piano                                                                                | 1882      |
| 80      | Melaenis, conte romain, in As gr.t., Chœur de jeunes filles, pour 3 voix femmes, instruments à cordes, harpe et piano | 1882      |
| 81      | Le Rêve du sonneur, Divertimento in G gr.t., voor piano                                                               | 1884      |
| 81      | Satanella, suite de valses sur des motifs de ballet Le Rêve du Sonneur (De droom van den klokkenluider), voor piano   | 1884      |
| 81      | Klokkenmarsch, uit het ballet de droom van den klokkenluider, voor piano                                              | 1884      |
| 83      | Fruits défendus, in F gr.t., voor piano                                                                               | 1884      |
| 85      | Divertissement espagnol, voor piano                                                                                   | 1884      |
| 87      | Symfonie, in d kl.t. voor orkest                                                                                      | 1884      |
| 88 Nr.2 | Ich hab'dich geliebt, und liebe dich noch, in es kl.t., für eine Singstimme [alt] und Klavier - tekst: Heinrich Heine | 1885      |
|         | Albumblad, voor piano                                                                                                 | 1885      |
|         | Feest marsch, voor piano                                                                                              | 1887      |
| 90      | Concert, in c mineur voor klarinet en orkest                                                                          | 1885      |
| 92      | Feestklanken Intermezzo voor orchest                                                                                  | 1889      |
| 93 Nr.1 | Groete, in G gr.t., Lied voor sopraan met piano                                                                       |           |
| 93 Nr.2 | Vöglein, wohin so schnell, in E gr.t., für eine Singstimme mit Begleitung des Pianoforte                              | 1889      |
| 93 Nr.3 | Van een mulderinneke, in F gr.t., voor eene zangstem met pianobegeleiding                                             | 1889      |
| 93 Nr.4 | Das Orakelblümchen, in As gr.t., Lied für Sopran mit Klavierbegleitung                                                | 1890      |
| 93 Nr.5 | Pastorale, in F gr.t., pour chant avec piano                                                                          | 1889      |
| 93 Nr.6 | Zauberweise, in F gr.t., voor zangstem piano                                                                          | 1890      |
| 94      | Andante voor Violoncel met orkest of piano                                                                            | 1889      |
| 95      | Feest Preludium, voor orkest                                                                                          | 1890      |
| 96      | Idealia Fantasiestuk voor orkest                                                                                      | 1891      |
| 97      | Concertstuk voor Es klarinet en orkest                                                                                | 1891?     |
| 98      | Troisième Suite d'Orchestre, in Bes gr.t. voor orkest                                                                 | 1889-1896 |
|         | Deux chœurs, pour 3 voix femmes, avec violons et piano                                                                | 1896      |
|         | Crescent Cycle-galop, in F gr.t., voor piano                                                                          |           |
|         | Een liedeken van smerte, in As gr.t., voor lage stem en piano                                                         | 1896      |
|         | Nóg een liedeken van smerte, in f kl.t., voor lage stem en piano                                                      | 1896      |
|         | Jonge liefde, in E gr.t., voor lage stem en piano                                                                     | 1896      |
|         | Kunstkringmarsch, voor piano                                                                                          | 1896      |
|         | Zalig Scheveningen, klavierstukje                                                                                     | 1897      |
|         | La mer, in Bes gr.t., pour trois voix de femmes et piano                                                              | 1897      |
|         | 3 liederen, [Ontwaken, Weelde, Droomen], voor zangstem met piano                                                      | 1898      |
|         | Feest marsch, voor piano                                                                                              | 1898      |
|         | Hymne du couronnement, marche triomphale du couronnement voor piano                                                   | 1898      |
|         | Romance, in G gr.t., voor viool (cello) en piano                                                                      | 1898      |
|         | Het liedje van den speelman, in G gr.t., voor zangstem [hoge stem] en piano                                           | 1899      |
|         | Cadeau de Noël, pantomime en un acte pour orchestre                                                                   | 1899      |
|         | Maskerade-marsch, voor piano                                                                                          | 1900      |
|         | Lenteweelde, in Es gr.t., voor zangstem en piano                                                                      | 1900      |
|         | Waarheen, in a kl.t., voor alt of mezzosopraan met klavier                                                            | 1900      |
|         | Oud liedeken van minne, in D gr.t., voor mezzosopraan met klavier                                                     | 1900      |
| 109     | Concertstuk, in Bes gr.t., voor klarinet en orkest                                                                    | 1900      |
| 118c    | Canzone, in E gr.t., voor viool en strijkorkest of piano                                                              | 1900      |
|         | Quatre Morceaux de salon, pièces pour piano                                                                           | 1901      |
| 101     | Concert, in d kl.t., voor viool en orkest of piano                                                                    | 1901      |
|         | Andante lyrique, voor viool en piano                                                                                  | 1901      |
|         | Andante religioso, voor cello en klavier                                                                              | 1901      |
|         | Concertstuk, voor harp, hoorn en orkest                                                                               | 1901      |
|         | Marsch, voor piano | 1901      |
|         | Opdracht, lied voor sopraan [en piano]                                                                                | 1901      |
|         | Plechtige marsch, voor harmonieorkest                                                                                 | 1901      |
|         | Scherzando Pastorale, voor cello met klein orkest                                                                     | 1901      |
|         | Symphonische Dichtung Das Meer, voor groot orkest                                                                     | 1901      |

### Composities en arrangementen

#### voor harmonie-muziek
| 50 a | Harmonie du Soir, Romance pour Harmonie avec Piston-Solo                                   |          |
| b    | Fleurs d'Automne, Impromptu pour Harmonie avec Hautbois-Solo                               |          |
|      | Hetzelfde werk, voor strijkorkest met idem                                                 |          |
| c    | Les Adieux, Andante pour Harmonie                                                          |          |
| d    | Rêve de Bonheur, Caprice pour Harmonie avec Clarinette-Solo, bewerkt naar op.38 Nr.2       |          |
|      | Hetzelfde werk, voor strijkorkest met klarinet solo                                        |          |
|      | Fantaisie sur l'Opéra Carmen, pour Harmonie                                                |          |
|      | Fantaisie sur l'Opéra Lohengrin, pour Harmonie                                             | 1879     |
|      | Fantaisie über Schumann'sche Lieder, pour Harmonie                                         |          |
|      | Fantaisie sur des motifs de l'Opéra de Rossini Guillaume Tell, pour grande harmonie        |          |
|      | Fantaisie sur des motifs de Lakmé, de Delibes, [pour Harmonie]                             |          |
|      | Fantaisie sur des motifs de l'Opéra de Gounod Romeo et Juliette, pour grande harmonie      |          |
|      | Fantaisie sur des motifs de l'Opéra Hamlet de Ambroise Thomas, pour grande harmonie        |          |
|      | Fragments d'Eve par J. Massenet, transcrit pour grande harmonie                            |          |
|      | Wiegenlied van Johannes Brahms, arr. voor Harmonie                                         |          |
|      | O sieh mich nicht so lächelnd an Lied van W.F.G. Nicolai, arr. voor Harmonie, Saxhorn Solo |          |
|      | Hetzelfde, arr. voor strijkorkest, Trombone-Solo                                           |          |
|      | Le Ciel a visité la Terre Cantique van Gounod, arr. voor Harmonie                          |          |
|      | Les Rameaux Hymne van Fauré, arr. voor Harmonie                                            |          |
|      | Aria van J.S. Bach, arr. voor Harmonie, Trombone-Solo                                      |          |
|      | Romance van H. Vieuxtemps, arr. voor Harmonie                                              |          |
|      | Variatiën van J. Haydn, arr. voor Harmonie                                                 |          |
|      | Cavatine aus Freischütz van Weber, arr. voor Harmonie, Oboe-Solo                           |          |
|      | Cavatine van Raff, arr. voor Harmonie                                                      |          |
|      | Alleluia d'Amour van Fauré, arr. voor Harmonie                                             |          |
| 62a  | Feestmarsch voor Harmonie                                                                  |          |
|      | Hetzelfde voor strijkorkest                                                                |          |
|      | Concerto van Max Bruch, arr. voor Harmonie                                                 |          |
| 65   | Frühlings Träumereien Walzer voor Harmonie                                                 |          |
|      | Hetzelfde voor strijkorkest                                                                |          |
| 63   | Marche Triomphale uit de Suite voor orkest, arr. voor Harmonie                             |          |
|      | Lentelied van Louise Becht, arr. voor Harmonie                                             |          |
|      | 't Vierde, mars voor militaire muziek                                                      |          |
|      | Afscheid van 't Vierde, marsch voor militaire muziek                                       |          |
|      | Crescent Cycle-galop, voor harmonieorkest                                                  |          |
|      | Feestmarsch, in F gr.t., voor harmoniemuziek, met vrije gebruikmaking van het Io Vivat     | ca. 1890 |
|      | Le Rossignol, valse - Ariette par Léo Delibes                                              | 1891     |
|      | Reclame-marsch, voor harmonie-muziek                                                       | 1897     |
|      | Kroningsmarsch, in Bes gr.t.                                                               | 1897     |
|      | Du sublime au ridicule, in F gr.t., marche humoristique, pour musique militaire            |          |
|      | Prinsen-marsch, voor militaire muziek                                                      |          |
|      | Salut à Paris, marche pour musique militaire                                               |          |
|      | Cléopatre, polka pour piston par E. Demaré                                                 |          |
|      | Freia, concert-ouverture voor harmonieorkest (bewerkt door Pieter Jan Molenaar)            |          |
|      | Suite, bewerkt door (Adrianus Cornelis van Leeuwen of Simon Petrus van Leeuwen?)           |          |

## Discografie
- Drei Klarinettenkonzerte (Grandi concerti per clarinetto), Label: III Millennio / Believe Digital, Jun 17, 2011; Giovanni di Falco (klarinet), Compania di Stat. Orchestra Teleradio Moldava - Dir.: Vincenzo Cammarano met onder anderen: Johann Gottfried Hendrik Mann: Concert voor klarinet en orkest c mineur op. 90
- Johann Gottfried Hendrik Mann 1858–1904: Clarinet Concerto op. 90 / Violin Concerto / Feest Präludium for orchestra / Troisième Suite - Sebastian Manz, Clarinet; Hyeyoon Park, Violin; Osnabrücker Symphonieorchester - Dir. Hermann Bäumer; Label: cpo 777 620–2[8]